# Le Chay
Le Chay ist eine westfranzösische Gemeinde mit 836 Einwohnern (Stand: 1. Januar 2022) im Département Charente-Maritime in der Region Nouvelle-Aquitaine. Die Gemeinde gehört zum Arrondissement Saintes und zum Kanton Saujon. Die Einwohner werden Chaytais genannt.

## Geographie
Le Chay liegt etwa 25 Kilometer westsüdwestlich von Saintes entfernt in der alten Kulturlandschaft der Saintonge. Am Nordrand der Gemeinde fließt der Fluss Seudre. Umgeben wird Le Chay von den Nachbargemeinden Saujon im Norden und Nordwesten, Saint-Romain-de-Benet im Nordosten, Corme-Écluse im Osten, Semussac im Süden sowie Médis im Westen.

## Bevölkerungsentwicklung
| Jahr      | 1962 | 1968 | 1975 | 1982 | 1990 | 1999 | 2006 | 2012 | 2017 |
| Einwohner | 392  | 387  | 374  | 450  | 529  | 562  | 700  | 743  | 767  |

## Sehenswürdigkeiten
- Kirche Saint-Martin, Anfang des 19. Jahrhunderts erbaut

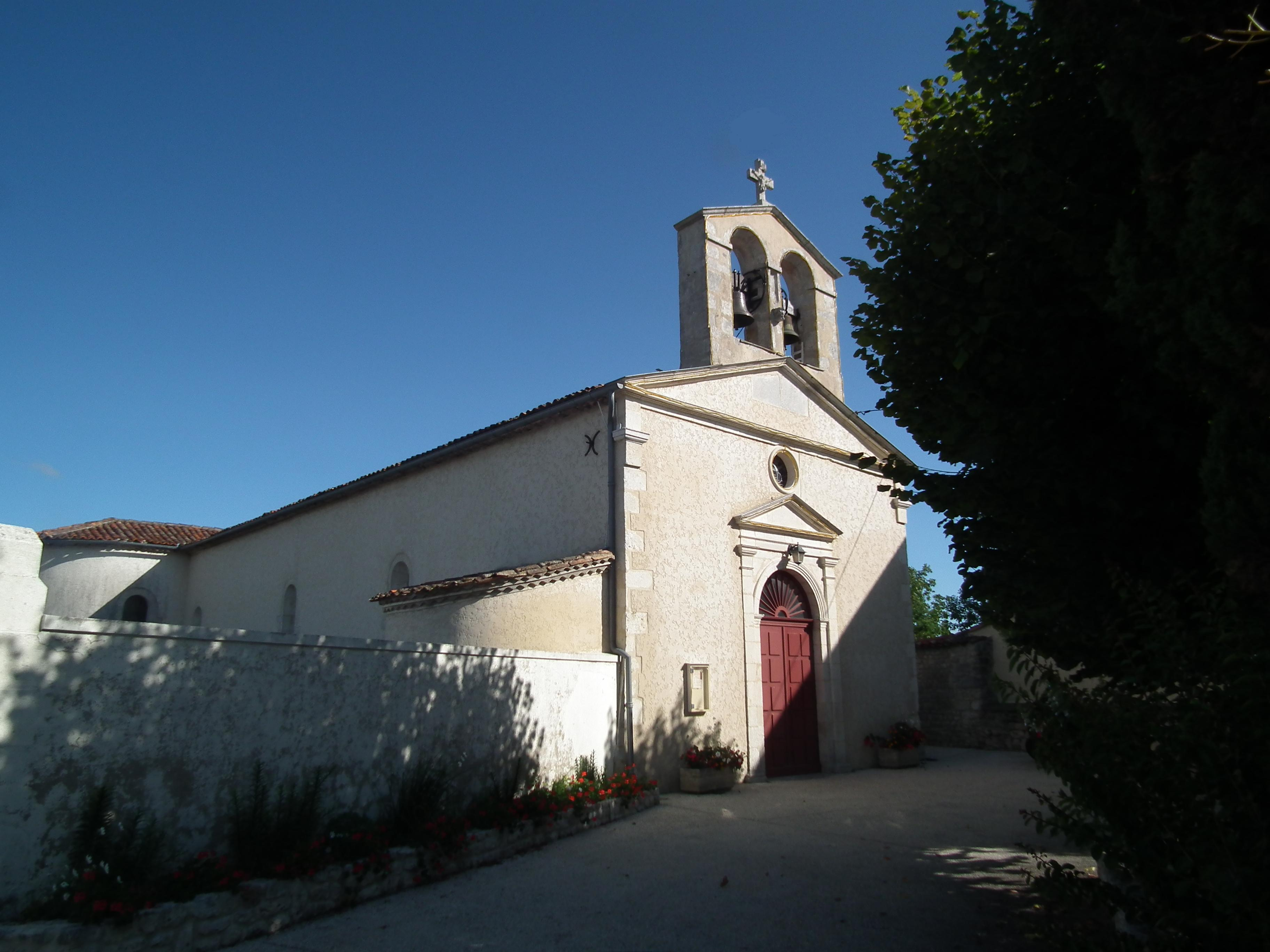
Kirche Saint-Martin

## Persönlichkeiten
- Nicolas Giraud (* 1978), Schauspieler, ist hier aufgewachsen